# 日本爬虫両棲類学会
日本爬虫両棲類学会（にほんはちゅうりょうせいるいがっかい、Herpetological Society of Japan）は、爬虫類と両生類に関する研究や保護などの活動を目的とした学会である。1962年に設立。

## 活動
主な活動は、会誌の発行、研究発表会の開催などである。
- 世界中で両生類に壊滅的被害を与えて問題になっているカエルツボカビ症が日本国内で2006年12月25日に初めて確認された際は、他の関係団体とともに「カエルツボカビ症侵入緊急事態宣言」を宣言し、被害の防止と抑制に努めた[2]。

## 出版物
会誌
- 『爬虫両棲類学会報』
- Current Herpetology